# Тайн Дейли
Ѐлън Тайн Дейли (на английски: Ellen Tyne Daly, [ˈɛl.ən ˈtaɪn ˈdeɪli]) е американска актриса.
Родена е на 21 февруари 1946 година в Мадисън в семейство с ирландски произход, баща ѝ е актьорът Джеймс Дейли, а неин по-малък брат е актьорът Тим Дейли. Започва кариерата си в театъра през 1967 година, а широка известност получава през 80-те години с главната роля в полицейския сериал „Кагни и Лейси“ (Cagney & Lacey). През следващите години играе в множество филми, които ѝ донасят шест награди „Еми“.

## Избрана филмография
- „Насилникът“ (The Enforcer, 1976)
- „Кагни и Лейси“ (Cagney & Lacey, 1982 – 1988)
- „Съдия Ейми“ (Judging Amy, 1999 – 2005)
- „Спайдър-Мен: Завръщане у дома“ (Spider-Man: Homecoming, 2017)